# Массімо Філарді
Массімо Філарді (італ. Massimo Filardi, нар. 20 грудня 1966, Салерно) — італійський футболіст, що грав на позиції захисника, зокрема за «Наполі», а також молодіжну збірну Італії. По завершенні ігрової кар'єри — тренер.

## Клубна кар'єра
Народився 20 грудня 1966 року в місті Салерно. Вихованець футбольної школи клубу «Варезе». Дорослу футбольну кар'єру розпочав 1983 року в основній команді того ж клубу, в якій провів два сезони, взявши участь у 25 матчах Серії B.
1985 року молодого захисника запросив до своєї команди Оттавіо Б'янкі, наставник вищолігового «Наполі». При цьому Філарді відразу ж отримав місце у стартовому складі неаполітанців, при цьому його партнером у центрі захисту команди став Чіро Феррара, якому, як і Філарді, на той час не виповнилося і 19 років. Подальшій кар'єрі перспективного захисника завадила важка травма, яка не дозволила йому взяти участь у бодай одній грі сезону 1986/87, в якому «Наполі» зробив «золотий дубль», вигравши чемпіонат і Кубок Італії. 1987 року Філарді повернувся на поле, проте знову стати основним захисником команди не зміг. 
1989 року задля отримання більшої ігрової практики погодився на перехід на умовах оренди до друголігового «Авелліно», згодом ще один сезон провів граючи на тому ж рівні за «Таранто». Повернувшись 1991 року до «Наполі», знову отримав лише статус резервного захисника команди і по завершенні сезону, наприкінці якого закінчився його контракт з клубом, 25-річний гравець оголосив про завершення професійної футбольної кар'єри.
За два роки, у 1994 року спробував повернутися на футбольне поле, проте провівши декілька ігор за «Беневенто» у четвертому італійському дивізіоні, остаточно завершив футбольні виступи.

## Виступи за збірну
Протягом 1986–1988 років залучався до складу молодіжної збірної Італії. На молодіжному рівні був учасником молодіжного Євро-1986 і загалом взяв участь у 4 офіційних матчах.

## Кар'єра тренера
По завершенні ігрової кар'єри працював футбольним агентом.
Протягом 2014–2015 років тренував одну з юнацьких команд клубу «Авелліно».